# Prochor Pečerský
Svatý Prochor Lebednik († 10. února 1107, Kyjev) byl ruský pravoslavný monach Kyjevsko-Pečerské lávry a divotvorce.

## Život
Narodil se ve Smolensku.
Vedl asketický způsob života. Nejedl obyčejný chléb, ale sám si mlel mouku z lebedy a pekl z ní chleba. V mnišské cele jedl jen prosforu a nepil nic kromě vody, proto se mu přezdívalo „labutí muž“.[zdroj?]
Během života světce začal na Rusi hladomor kvůli neustálým válkám. Prochor začal vyrábět ještě více chleba a rozdávat ho chudým a umírajícím. Lidé, aby se během hladu nasytili, začali také vyrábět chléb z lebedy, ale pro hořkost jej nemohli jíst. Pak se všichni začali obracet ke světci a ten nikoho neodmítl. Jeho chléb však chutnal sladce.
Podle jeho hagiografie byl chléb pro ty, kteří jej ukradli, hořký. Jeden z mnichů bez požehnání Prochora chléb ukradl, ale zhořkl. Mnich vše pověděl igumenovi a ten mu přikázal ukrást další, ale stalo se to samé. Když mnich získal chléb od Prochora, již nezhořkl. Tento zázrak jej proslavil.
Později v důsledku sporů knížat Svjatopolka II. Izjaslaviče a Davyda Igoreviče nebyla v Kyjevě žádná sůl. Prochor sebral popel ze všech cel, začal se modlit a podle příběhu byl popel přeměněn na sůl. Čím více soli rozdával, tím jí bylo více. Obchodníci si na něj začali stěžovat u knížete, jelikož jejich sůl nikdo nekupoval. Kníže se rozhodl sůl ukrást, ale našel jen popel. Popel odnesl a tři dny si jej nechal. Poté nařídil popel vyhodit. Vysypaný popel se znovu proměnil na sůl. Kníže se cítil zahanben a odešel se do monastýru omluvit. Od této doby začal velmi uctívat Přesvatou Bohorodičku a svaté Antonína a Teodosia Pečerského. Prochor žil ještě mnoho let. Po jeho smrti sám kníže odnesl tělo a položil jej do rakve.